# Stellaland
1882–1885
Entités suivantes :
- Bechuanaland britannique

Le Stellaland était une république boer qui exista de 1882 à 1885, entre le Bechuanaland britannique et l'Afrique du Sud.

## Histoire

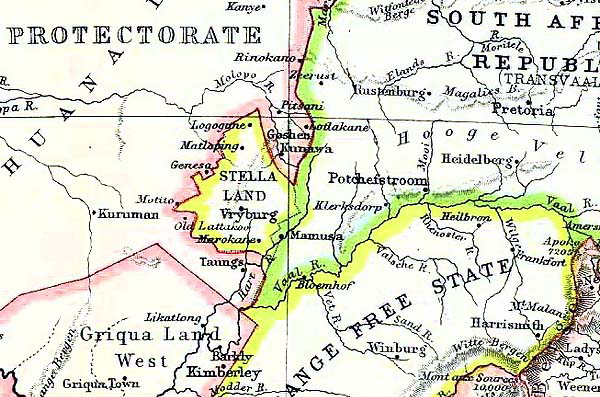
Carte du Stellaland

La république a été créée le 26 juillet 1882 par David Massouw et 400 colons, sous la conduite de Gerrit Jacobus van Niekerk (°1849 - +1896). La ville de Vryburg fut fondée et déclarée capitale. D'après la tradition, le Stellaland tirerait son nom d'une comète visible en Afrique du Sud à la fondation de l'État.
Le 7 août 1883, elle s'est unie avec l'État de Goshen pour former les « États-Unis de Stellaland. »
En 1885, grâce à une force armée commandée par Sir Charles Warren, les Britanniques mettent fin à la république le 30 septembre et l'intègrent à la colonie du Bechuanaland britannique. 
Pendant sa courte existence, le Stellaland a adopté trois drapeaux différents.

## Philatélie

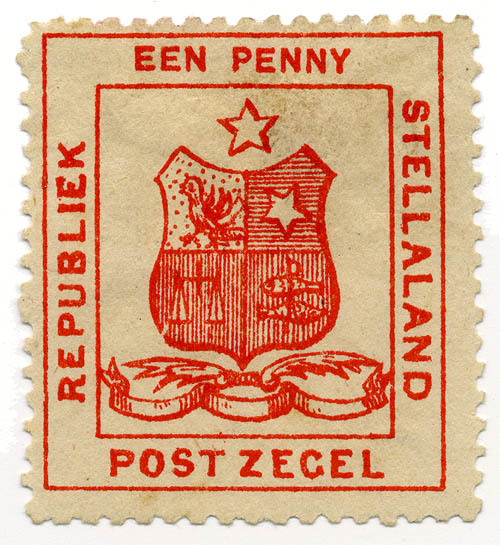
Timbre-poste de un penny représentant les armes du Stellaland.

Le Stellaland a émis cinq valeurs de timbre-poste en février 1884. L'impression est de mauvaise qualité et ils ont pour légende Republiek Stellaland. Du fait de la courte existence du Stellaland, les exemplaires neufs sont beaucoup plus courants que les oblitérés.
En 1885, Twee (deux en afrikaans) a été surimprimé sur quelques timbres de quatre penny, ceci afin de diviser par deux leur valeur d'affranchissement. Ces exemplaires, extrêmement rares, se vendent aux enchères plusieurs milliers d'euros.

## Référence
- (en) Cet article est partiellement ou en totalité issu de l’article de Wikipédia en anglais intitulé « Stellaland » (voir la liste des auteurs).